# PNC Financial Services

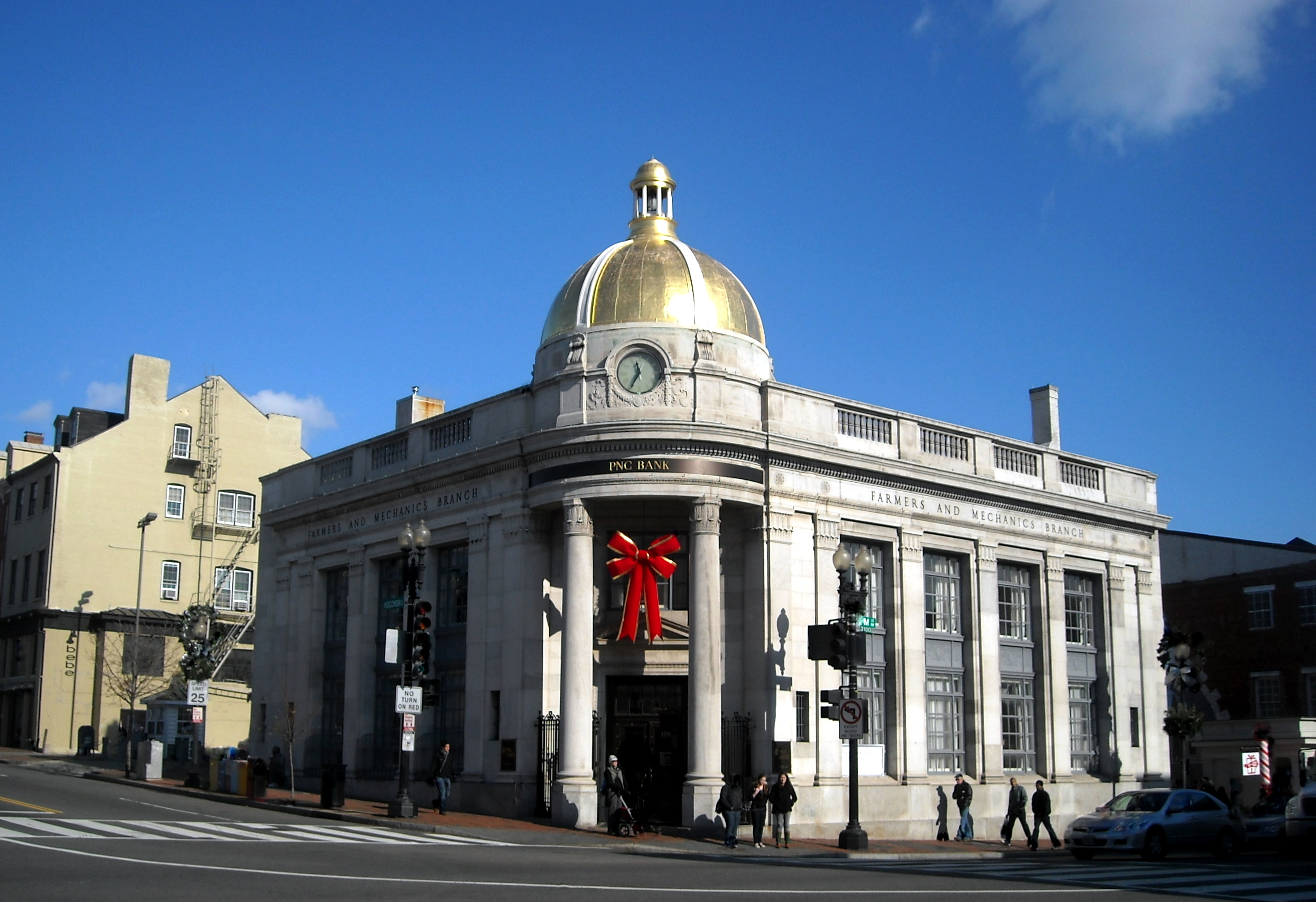
Agência bancária histórica, localizada em Georgetown, Washington, D.C.

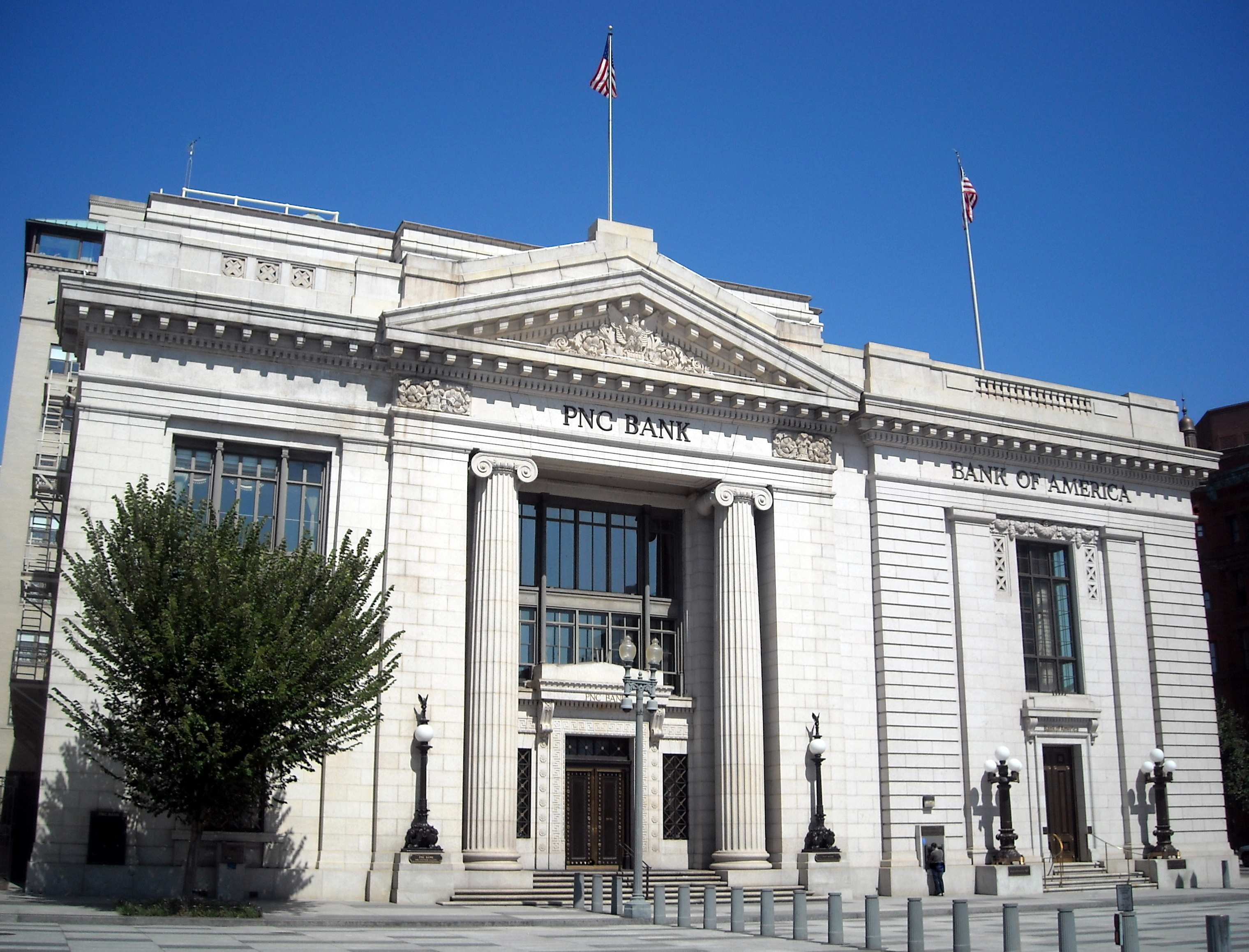
Agência do PNC Bank, localizada na antiga sede do Riggs Bank na Pennsylvania Avenue, Washington, D.C.

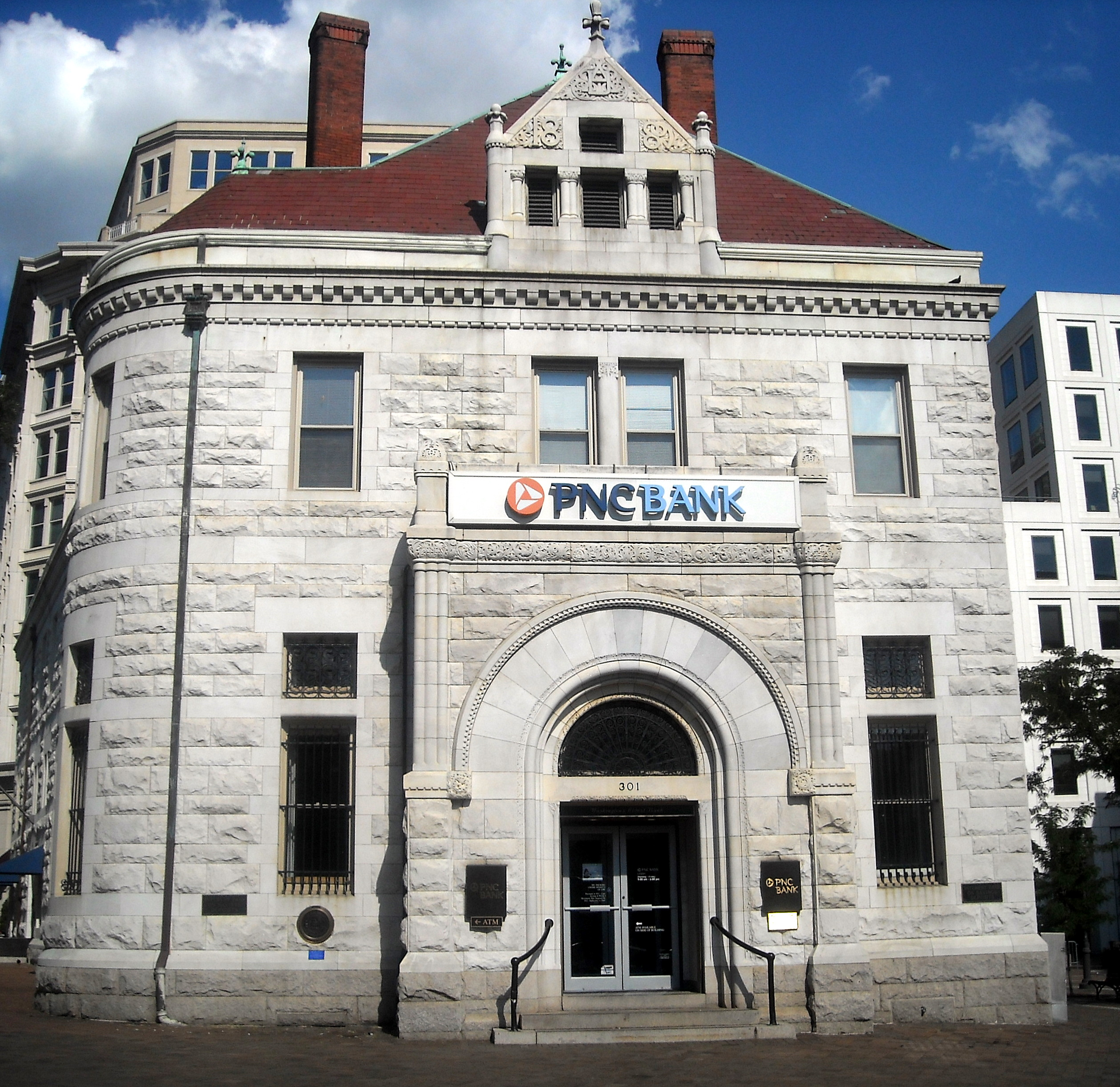
Agência do PNC Bank, localizada no histórico prédio do Banco Nacional de Washington, em Washington, D.C

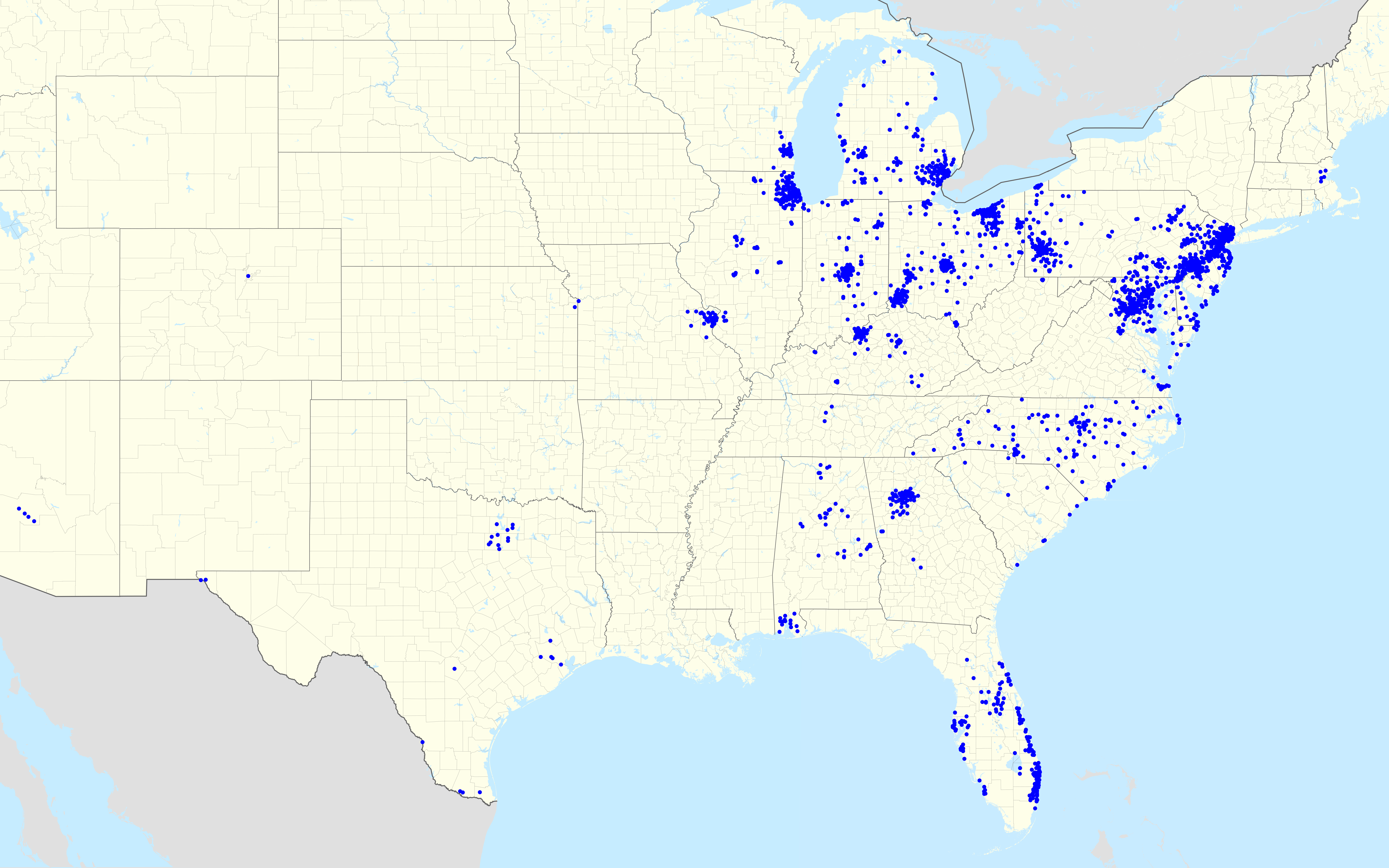
Pegada da filial PNC, em 2021

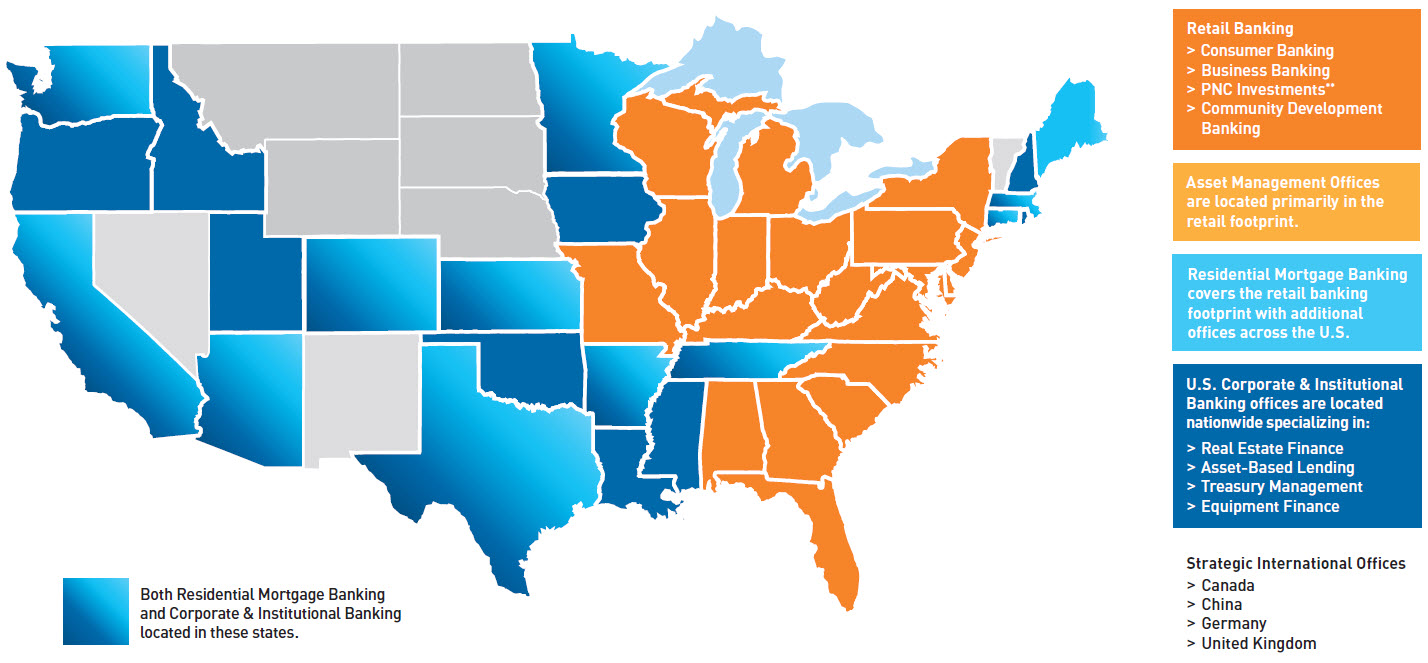
Pegada Corporativa do Banco PNC

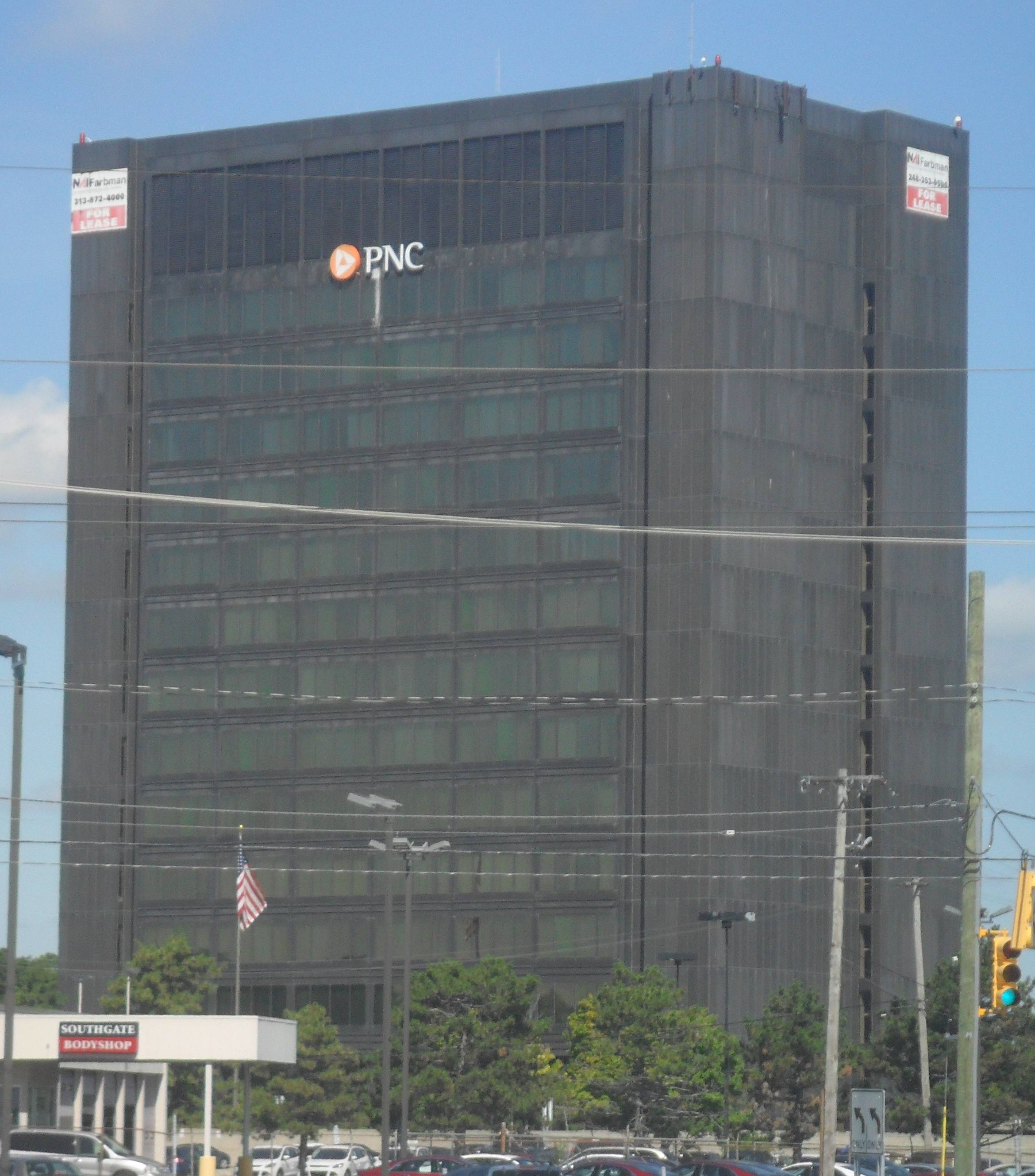
Agência e escritórios do PNC Bank em Southgate, Michigan.

O PNC Financial Services Group, Inc. (estilizado como PNC) é uma holding bancária e uma empresa de serviços financeiros com sede em Pittsburgh, Pensilvânia. Sua subsidiária bancária, PNC Bank, opera em 19 estados e no Distrito de Columbia com 2.459 agências e 9.051 caixas eletrônicos. A empresa também fornece serviços financeiros, como gerenciamento de ativos, gerenciamento de patrimônio, planejamento patrimonial, serviço de empréstimos e processamento de informações.
O PNC ocupa o nono lugar na lista dos maiores bancos dos Estados Unidos em ativos. É o quinto maior banco em número de agências, o sexto maior em depósitos e o quarto maior em número de caixas eletrônicos.
O nome "PNC" é derivado das iniciais das duas empresas predecessoras do banco: Pittsburgh National Corporation e Provident National Corporation, que se fundiram em 1983.

## Operações atuais

### Banco de varejo
O PNC Bank oferece serviços bancários para clientes e empresas através de 2.459 agências no Alabama, Delaware, Distrito de Columbia, Flórida, Geórgia, Kentucky, Indiana, Illinois, Maryland, Michigan, Missouri, Nova Jersey, Nova York, Carolina do Norte, Ohio, Pensilvânia, Carolina do Sul, Virgínia, Virgínia Ocidental e Wisconsin.
O PNC é um dos maiores financiadores da Administração de Pequenas Empresas.

#### Produto bancário da Carteira virtual
A Carteira virtual é uma combinação de conta corrente e poupança acessíveis via aplicativo móvel. Possui três contas integradas: uma conta corrente chamada Gasto, uma conta corrente remunerada chamada Reserva e uma conta poupança chamada Crescimento. Foi lançado em julho de 2008 e foi direcionado principalmente para os membros experientes em tecnologia da Geração Y. Em junho de 2012, o produto tinha 1 milhão de usuários.

### BlackRock
A PNC possui 22% da BlackRock, a maior empresa de gestão de ativos do mundo em ativos sob gestão. Essa participação acionária tinha um valor de mercado de US$ 17,9 bilhões em 31 de dezembro de 2017.

### Grupo de Gerenciamento de Ativos
O PNC Asset Management Group (AMG) fornece serviços de Gerenciamento de Ativos Institucionais e Gerenciamento de Patrimônio a indivíduos de alto patrimônio líquido e possui aproximadamente US$ 282 bilhões em ativos sob administração, dos quais US$ 151 bilhões estão diretamente sob gerenciamento.  A PNC Wealth Management é a 16ª maior empresa de gestão de patrimônio, com US$ 48,8 bilhões em ativos de clientes privados sob gerenciamento.  A Hawthorn Family Wealth fornece serviços de gerenciamento de ativos para escritórios familiares com mais de US$ 20 milhões em patrimônio líquido e supervisionou diretamente quase US$ 31 bilhões em 2017.

### Empréstimo
Em 31 de dezembro de 2017, a PNC possuía US$ 220 bilhões em empréstimos em aberto, incluindo US$ 147 bilhões em empréstimos comerciais e US$ 73 bilhões em empréstimos ao consumidor.

#### Cartões de crédito
Em 31 de dezembro de 2017, a PNC possuía US$ 5,3 bilhões em empréstimos em cartão de crédito pendentes.  Em 2016, a PNC foi classificada como a 12ª maior emissora de cartões de crédito, com US$ 33 bilhões em volume de compras.

#### PNC Business Credit
Operando fora dos escritórios nos Estados Unidos, Canadá e Reino Unido, o PNC Business Credit fornece empréstimos baseados em ativos para empresas de private equity e empresas de médio porte.

#### Banco Corporativo e Institucional/Harris Williams & Co
A PNC opera uma das maiores empresas de gestão de tesouraria e a segunda maior organizadora líder de consórcios de empréstimos baseados em ativos nos Estados Unidos. A Harris Williams & Co., uma subsidiária da empresa, é uma das maiores firmas de consultoria em fusões e aquisições dos EUA para empresas de médio porte.

#### Hipotecas residenciais
A PNC Mortgage (anteriormente National City Mortgage) é creditada com a 1ª hipoteca nos Estados Unidos e possui escritórios em todo o país. A empresa possuía US$ 17,212 bilhões em empréstimos hipotecários em aberto em 31 de dezembro de 2017.  
Esta é a 2ª divisão de hipotecas a receber o nome PNC Mortgage. Em 2001, a PNC vendeu o PNC Mortgage original para a Washington Mutual devido à volatilidade do mercado. Em 2005, a PNC começou a terceirizar hipotecas para a Wells Fargo até o acordo com a National City.
Em 31 de dezembro de 2017, a PNC possuía US$ 12,9 bilhões em empréstimos para financiamento de automóveis e US$ 5 bilhões em empréstimos para estudantes em circulação.

#### Crédito imobiliário comercial
A PNC fornece aquisição, desenvolvimento e financiamento permanente para clientes comerciais e imobiliários, incluindo empréstimos a prazo e administração de tesouraria e serviços do mercado de capitais.
A PNC ocupa a sétima posição na lista dos maiores financiadores diretos da National Real Estate Investor, com US$ 16,9 bilhões em empréstimos imobiliários anuais.

### Midland Loan Services
A Midland Loan Services, uma divisão da PNC Real Estate, é uma fornecedora terceirizada de serviços e tecnologia para o setor de financiamento imobiliário comercial. É especializada em serviços de empréstimos comerciais e de carteira do CMBS. Fundada em 1991, sua sede fica em Overland Park, Kansas.
A PNC/Midland é classificada pela Mortgage Bankers Association como a segunda maior administradora principal e principal de empréstimos a bancos comerciais e instituições de poupança.

## História

O logotipo do Pittsburgh National Bank da década de 1970, usado até a fusão de 1982 para formar o PNC Bank

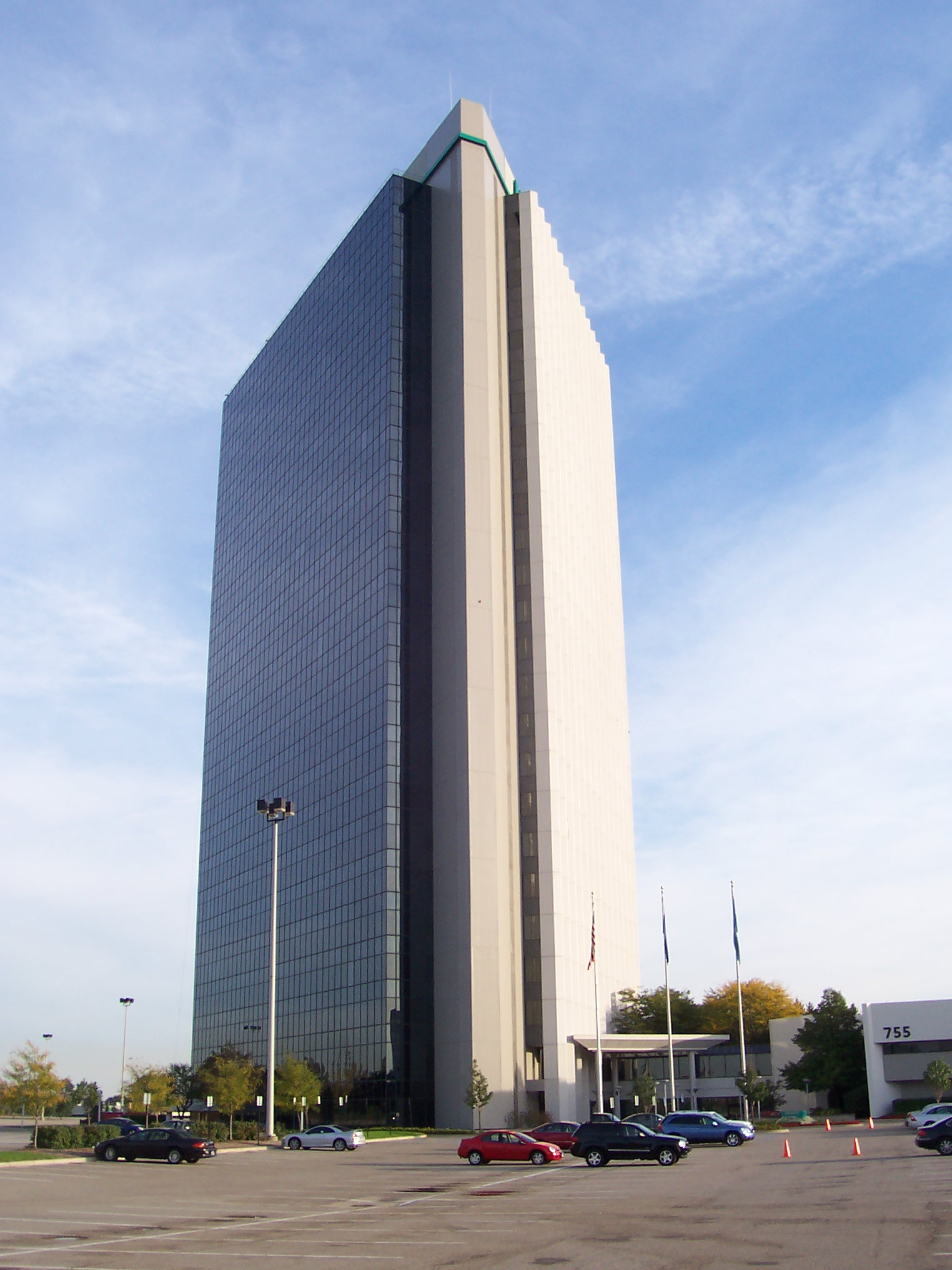
Os escritórios da PNC em Troy, Michigan.

A PNC Financial Services traça sua história até a Pittsburgh Trust and Savings Company, que foi fundada em Pittsburgh, Pensilvânia, em 10 de abril de 1845. Devido à longa recuperação do Grande Incêndio de Pittsburgh, o PNC não estava totalmente operacional até 28 de janeiro de 1852. Ele originalmente abriu escritórios na Liberty Avenue e na 12th Street. O banco foi renomeado The Pittsburgh Trust Company em 1853. Em 1858, a empresa localizou seus escritórios corporativos na esquina da Fifth Avenue e Wood Street, em Pittsburgh, onde permanecem até hoje. O banco mudou seu nome para Primeiro Banco Nacional de Pittsburgh em 1863, depois que se tornou o primeiro banco do país a solicitar uma carta nacional como parte da Lei Bancária Nacional daquele ano. Recebeu a 48ª carta em 5 de agosto de 1863, com outros bancos recebendo cartas mais cedo devido a problemas de papelada e ao fato de o banco já estar em atividade.
Em 1946, a First National fundiu-se com a Peoples-Pittsburgh Trust Company, com quem trabalhou de perto desde a década de 1930, para formar o Peoples First National Bank & Trust. Em 1959, a Peoples First se fundiu com a Fidelity Trust Company para formar o Pittsburgh National Bank. Nesse momento, o banco adotou a primeira versão do seu logotipo atual - um triângulo estilizado representando o Triângulo Dourado. Em 1969, o banco se reorganizou como uma holding, Pittsburgh National Corporation.
Outra filial do banco atual, a Provident National Corporation, sediada na Filadélfia, remonta a 1865.
Em 1982, a Pittsburgh National Corporation e a Provident National Corporation se fundiram em uma nova entidade denominada PNC Financial Corporation. Foi a maior fusão bancária da história americana na época e criou uma empresa com US$ 10,3 bilhões em ativos. Entre 1991 e 1996, a PNC comprou mais de dez bancos e instituições financeiras menores que ampliaram sua base de mercado de Kentucky para a área metropolitana de Nova York.
Em 1998, a PNC adquiriu a Hilliard Lyons por US $ 275 milhões em dinheiro e ações. Hilliard Lyons foi vendido em 2008.
Em 1998, a PNC vendeu seu negócio de cartões de crédito para a Metris (atual HSBC Finance) e para a MBNA.
Em 2006, a PNC voltou ao negócio de cartões de crédito comercializando e emitindo cartões de crédito sob a marca MasterCard em parceria com o U.S. Bancorp. Após a fusão da National City em 2008, os produtos do U.S. Bancorp foram convertidos em produtos do PNC Bank.

### Aquisição da National City
Em 24 de outubro de 2008, durante a crise financeira de 2007-2008, a PNC anunciou que iria adquirir a National City Corp., com sede em Cleveland, por US$ 5,2 bilhões em ações. O anúncio ocorreu horas depois que a PNC vendeu ações preferenciais ao Tesouro dos Estados Unidos como parte do Programa de Alívio de Ativos com Problemas implementado como parte da Lei de Estabilização Econômica de Emergência de 2008. As ações emitidas para o Tesouro dos EUA foram recompradas em 2010.
O acordo ajudou a PNC a dobrar de tamanho e se tornar o sexto maior banco dos Estados Unidos em depósitos e o quinto maior em agências. Também tornou o PNC o maior banco da Pensilvânia, Ohio e Kentucky, bem como o segundo maior banco de Maryland e Indiana. Também expandiu bastante a presença da PNC no Centro-Oeste, além de entrar no mercado da Flórida. National City complementou a presença da PNC, pois Western Pennsylvania, Cincinnati e Louisville, Kentucky estavam entre os poucos mercados em que os dois bancos tiveram uma presença importante.
A PNC teve sua presença na cidade de Nova Iorque até St. Louis, Missouri, com filiais ao sul de Miami e ao norte de Sault Ste. Marie, Michigan, na península superior de Michigan. O PNC concluiu a conversão das filiais da National City em 14 de junho de 2010.

### Outras aquisições
Em 2004, a PNC adquiriu o United National Bancorp com sede em Bridgewater, Nova Jersey, por US$ 321 milhões em dinheiro e 6,6 milhões de ações de suas ações ordinárias.
Em 2005, a PNC adquiriu a Riggs National Corporation de Washington, D.C. Riggs foi multada após ajudar o ditador chileno Augusto Pinochet na lavagem de dinheiro. De uma só vez, o PNC se tornou um dos maiores bancos da região metropolitana de Washington.
Em 2 de março de 2007, a PNC adquiriu a Mercantile Bankshares, com sede em Maryland, tornando a PNC o 8º maior banco dos Estados Unidos em depósitos. Em 26 de outubro de 2007, a PNC adquiriu o Yardville National Bancorp, um pequeno banco comercial centrado no centro de Nova Jersey e no leste da Pensilvânia. Em 4 de abril de 2008, a PNC adquiriu a Sterling Financial Corporation, um banco comercial e de consumidores com contas e agências no centro da Pensilvânia, nordeste de Maryland e Delaware.
Em 15 de setembro de 2007, o PNC Bank adquiriu o Citizens National Bank de Laurel, Maryland.
Em 14 de agosto de 2009, a PNC assumiu a Dwelling House Savings & Loan e sua única filial no Distrito de Pittsburgh, após a Dwelling House sofrer falência bancária e foi colocada em depósito pela Federal Deposit Insurance Corporation (FDIC). A Dwelling House era conhecida em Pittsburgh por fornecer empréstimos afro-americanos de baixa renda que outros bancos negariam. A agência foi fechada e as contas foram transferidas para a agência PNC existente no Distrito de Hill.
Em 2011, a PNC adquiriu as agências da BankAtlantic em Tampa Bay Area.
Em dezembro de 2011, a PNC adquiriu 27 agências nos subúrbios do norte de Atlanta, com US$ 240 milhões em depósitos e US$ 42 milhões em valor contábil do Flagstar Bank.
Em 2012, a PNC adquiriu o RBC Bank do Royal Bank of Canada por US$ 3,45 bilhões. O RBC Bank possuía 426 agências no sul da Virgínia, Carolina do Norte, Carolina do Sul, Geórgia, Alabama e Flórida . Nessas regiões, a PNC possuía filiais existentes apenas na Flórida, e a aquisição preencheu uma lacuna na presença de mercado da PNC entre o norte da Virgínia e o centro da Flórida, adicionando cerca de 900.000 clientes e 483 caixas eletrônicos. Tornou o PNC o quinto maior banco em agências atrás de Wells Fargo, Bank of America, Chase e U.S. Bancorp e o sexto maior em ativos totais atrás dos quatro bancos e Citibank acima mencionados.

### Venda da PNC Global Investment Service (2010)
Fundada em 1973, a subsidiária Global Investment Servicing (GIS) da PNC era o segundo maior agente de transferência de fundos mútuos de serviço completo nos EUA e o segundo maior provedor de contabilidade e administração de serviços completos para fundos mútuos dos EUA. Com 4.700 funcionários, o GIS operava na República da Irlanda, Estados Unidos e Ilhas Cayman e Luxemburgo. O GIS atendeu US$ 1,9 trilhões em ativos totais e 58 milhões de contas de acionistas. Em 2007, o GIS recebeu uma licença, permitindo sua expansão na Europa. O PNC Global Investment Servicing era conhecido como PFPC até julho de 2008.
Em 2010, a PNC vendeu o GIS ao Banco de Nova York Mellon para reembolsar fundos do Troubled Asset Relief Program, que foram usados para a aquisição da National City.

### Construção da Torre no PNC Plaza
Em 23 de maio de 2011, a PNC divulgou os planos para a Torre no PNC Plaza, um novo edifício-sede de US$ 400 milhões, originalmente planejado em 40 andares, a ser construído pela empresa na esquina da Quinta Avenida e Wood Street, no centro de Pittsburgh, catercorner à antiga sede, One PNC Plaza. O moderno, ambientalmente amigável, 33 andares e 800,000 pés quadrados (74,3 224 m2) de edifício projetado por Gensler inaugurado em 2 de outubro de 2015. A PNC é dona do edifício e ocupa todo o seu espaço, exceto as fachadas de lojas no nível da rua, que são arrendadas a lojistas. É um dos arranha-céus mais ecológicos do mundo. Algumas de suas características incluem uma fachada de vidro duplo para reduzir os custos de refrigeração e promover o fluxo de ar natural no edifício, um sistema de controle climático de alta eficiência para aquecer ou resfriar zonas específicas do edifício, conforme necessário, e um par de telhados vivos para coletar e canalize a água da chuva e reduza o ganho de calor.

### Parceria Harris Teeter
Em 30 de julho de 2012, a PNC anunciou planos de colocar caixas eletrônicos em 138 supermercados Harris Teeter nas Carolinas, além de 53 outras lojas.

### Pós-2012

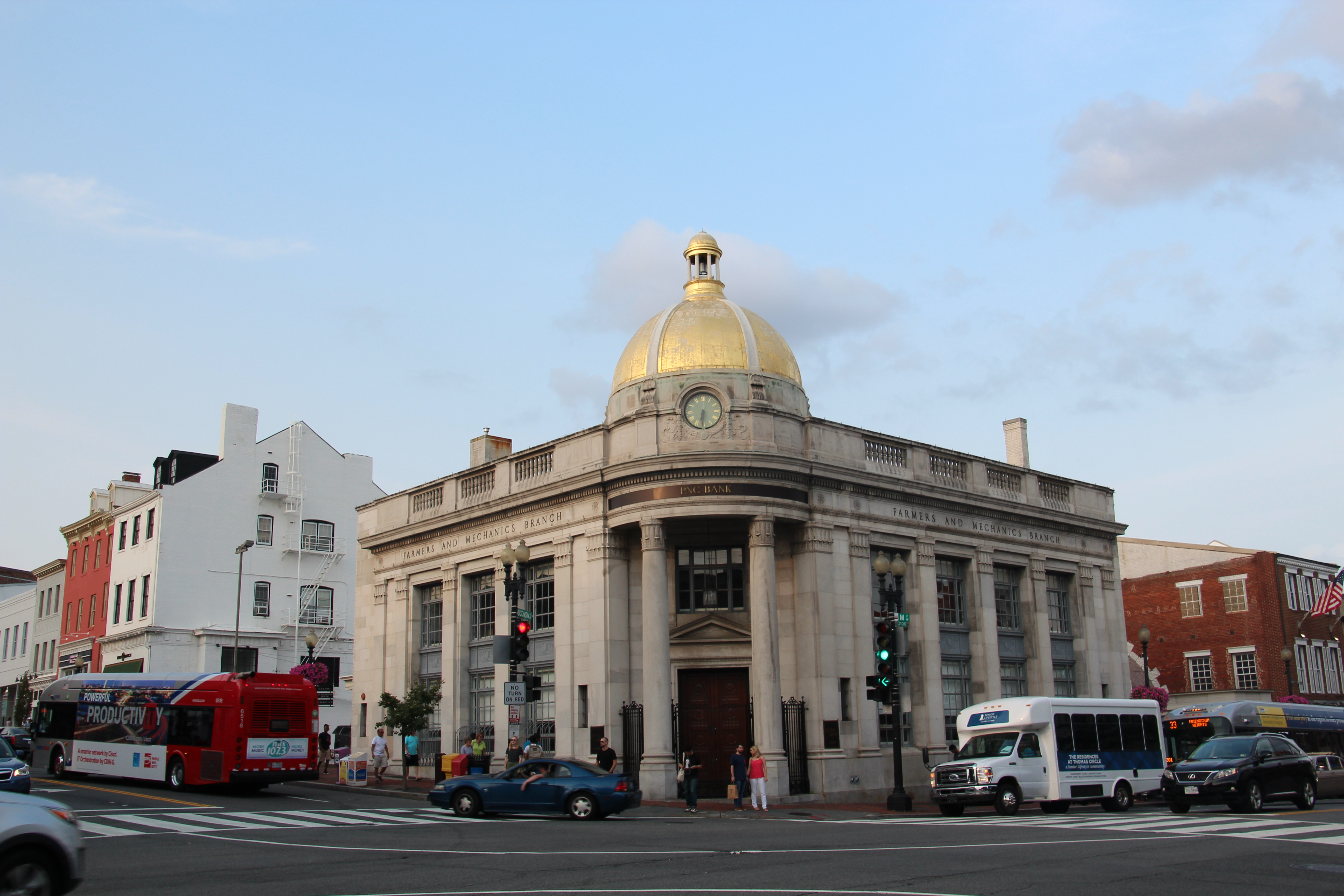
PNC Bank, Farmers and Mechanics Branch (2018)

Em setembro de 2014, a PNC adquiriu a Solebury Capital Group, uma empresa de consultoria em mercados de capitais, por US$ 50 milhões.
Em abril de 2017, a empresa adquiriu o negócio de financiamento de equipamentos da ECN Capital nos EUA por US$ 1,3 bilhão.
Em novembro de 2017, a empresa adquiriu o The Trout Group, uma empresa de relações com investidores e consultoria estratégica que atende o setor de saúde.
Em 2018, a empresa adquiriu o Fortis Advisors, que fornece serviços aos acionistas após a fusão. A empresa ficou em 165º lugar na lista Fortune 500 de 2018 das maiores empresas dos Estados Unidos em receita.

## Questões legais

### Sobrecarga de mutuários negros e hispânicos pela cidade nacional
Em dezembro de 2013, o Departamento de Justiça e o Bureau de Proteção Financeira do Consumidor anunciaram que haviam alcançado um acordo com o National City Bank para resolver alegações de que o banco havia cobrado dos mutuários negros e hispânicos preços mais altos por hipotecas entre 2002 e 2008, antes da aquisição pela PNC. Os reguladores alegaram que a National City havia violado a Lei da Habitação Justa e a Lei da Igualdade de Oportunidades de Crédito, cobrando a mais de 75.000 mutuários taxas mais altas de empréstimos com base em sua raça ou etnia, e não em seu nível de risco. A falta de diretrizes de preços da National City resultou em que os mutuários negros recebessem uma média de US$ 159 a mais em taxas iniciais extras ou juros mais altos do que os mutuários brancos. Os mutuários negros também pagam uma média de US$ 228 a mais anualmente durante a vida do empréstimo do que os mutuários brancos. Os hispânicos pagavam 125 dólares a mais adiantado e 154 a mais por ano do que os mutuários brancos. Sob os termos do acordo, a PNC era obrigada a pagar às vítimas US$ 35 milhões.

### A violação do varejista forçou a PNC a reemitir cartões de clientes
Em março de 2006, a PNC e outros grandes bancos foram forçados a reemitir centenas de cartões de débito para clientes depois que os números dos cartões foram divulgados por uma violação em um varejista desconhecido.

### Processo do Canal Militar
Também em março de 2006, o PNC Bank foi processado por Paul Bariteau, um investidor no Canal Militar. Bariteau afirmou que a PNC deixou o presidente do Canal Militar fazer saques não autorizados de milhões de dólares da conta da empresa para uso pessoal.

### Liquidação de fraudes em títulos
Em junho de 2003, o PNC Bank concordou em pagar US$ 115 milhões para liquidar as cobranças federais por fraude em valores mobiliários, depois que uma de suas subsidiárias transferiu fraudulentamente US$ 762 milhões em empréstimos podres e outros investimentos em capital de risco para uma entidade da AIG para ocultá-los dos investidores.

### Reivindicação de horas extras por agentes de crédito
Em 2017, a PNC concordou em pagar US$ 16 milhões para liquidar reivindicações de salários de horas extras por agentes de crédito de acordo com a Fair Labor Standards Act.

### Fraude de serviços pré-organizados nacionais
De acordo com um processo, os fundos confiados à National Prearranged Services (NPS), uma empresa de St. Louis que vendia funerais pré-pagos, foram desviados e desviados. O PNC Bank é o sucessor do Allegiant Bank, que atuou como administrador do NPS de 1998 a 2004. Em 2015, um júri ordenou que a PNC pagasse US$ 391 milhões. Em 2017, um juiz federal anulou a decisão.

### Violações de divulgação de títulos municipais
Em 2015, a PNC foi uma das 22 empresas que violaram os requisitos de divulgação de títulos municipais por não divulgarem que os emissores haviam apresentado relatórios financeiros atrasados. Foi multado em US$ 500.000.

## Iniciativas comunitárias
O PNC patrocinou várias iniciativas para melhorar a educação, saúde e serviços humanos, atividades culturais e artes. Isso inclui "PNC Grow Up Great", um compromisso com o desenvolvimento da primeira infância, a "PNC Foundation" e investimentos em desenvolvimento comunitário.
Desde 1984, a PNC compila o Christmas Price Index, um indicador econômico bem-humorado que estima os preços dos itens encontrados na música "The Twelve Days of Christmas".
Em 2012, a PNC abriu a PNC Fairfax Connection, um centro comunitário em Cleveland, Ohio.

## Edifícios corporativos notáveis
- A Torre no PNC Plaza em Pittsburgh, PA (sede corporativa atual)
- One PNC Plaza em Pittsburgh, PA
- Whitehall em Columbus, OH (atendimento ao cliente e central de atendimento ao cliente do serviço bancário on-line)
- Two PNC Plaza em Pittsburgh, PA
- Three PNC Plaza em Pittsburgh, PA
- US Steel Tower em Pittsburgh, PA (o PNC é um grande inquilino)
- PNC Bank Building em 1600 Market Street, Filadélfia, PA
- Edifício do Banco PNC em Washington, DC
- PNC Bank Building em Columbus, OH
- PNC Bank Center em Wilmington, DE
- PNC Center em Akron, OH
- PNC Center em Cincinnati, OH
- PNC Center em Cleveland, OH (antiga sede do National City Bank)
- PNC Center em Fort Wayne, IN (Originalmente o Fort Wayne National Bank Building e mais tarde a National City Tower)
- PNC Plaza em Louisville, KY
- PNC Plaza em Raleigh, NC
- Torre PNC em Cincinnati, OH
- National City Tower em Louisville, KY (PNC é um grande inquilino)
- Edifício do Banco Nacional da Cidade em Toledo, Ohio

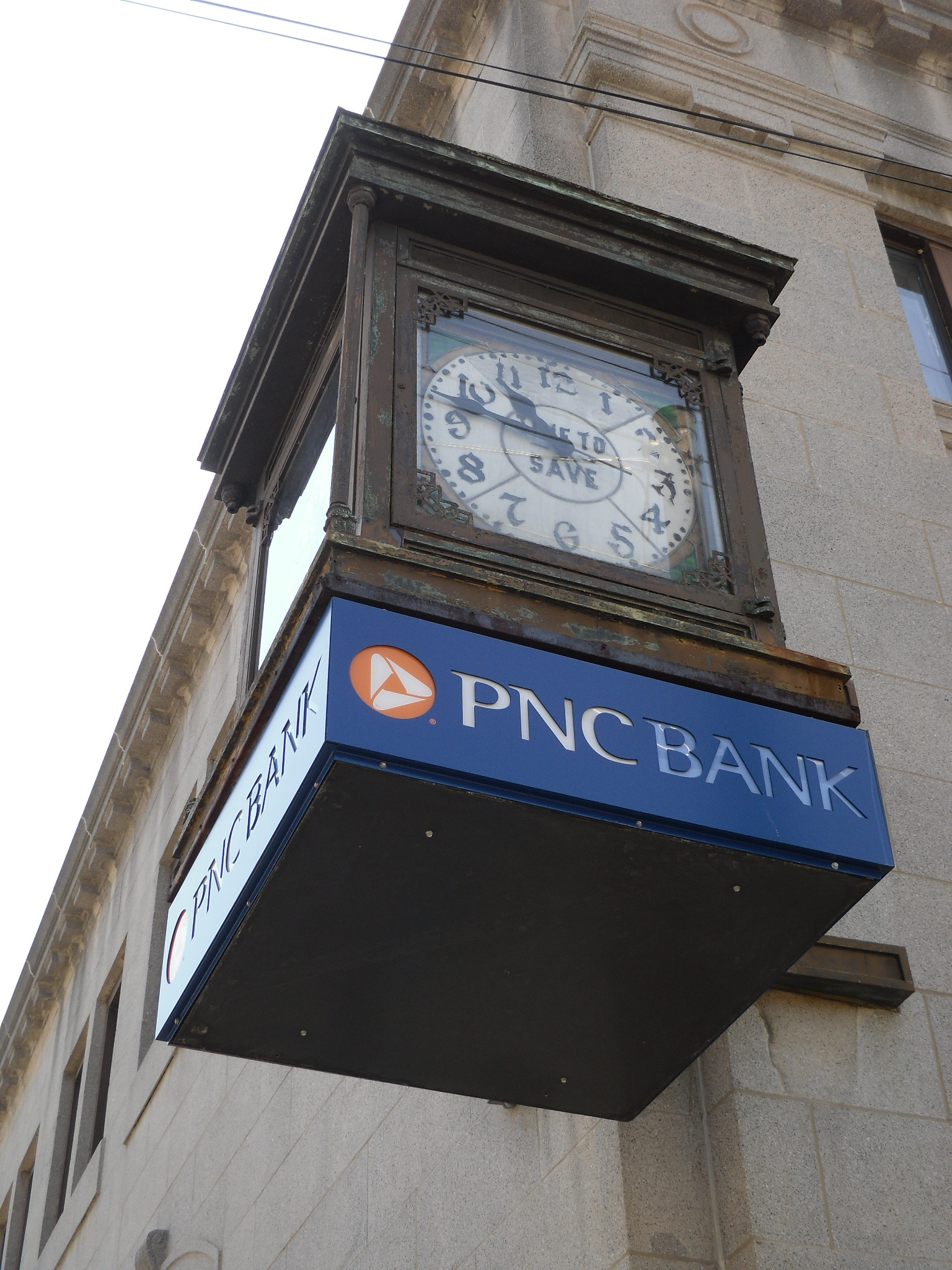
Fora de uma filial em Freeport, Pensilvânia.

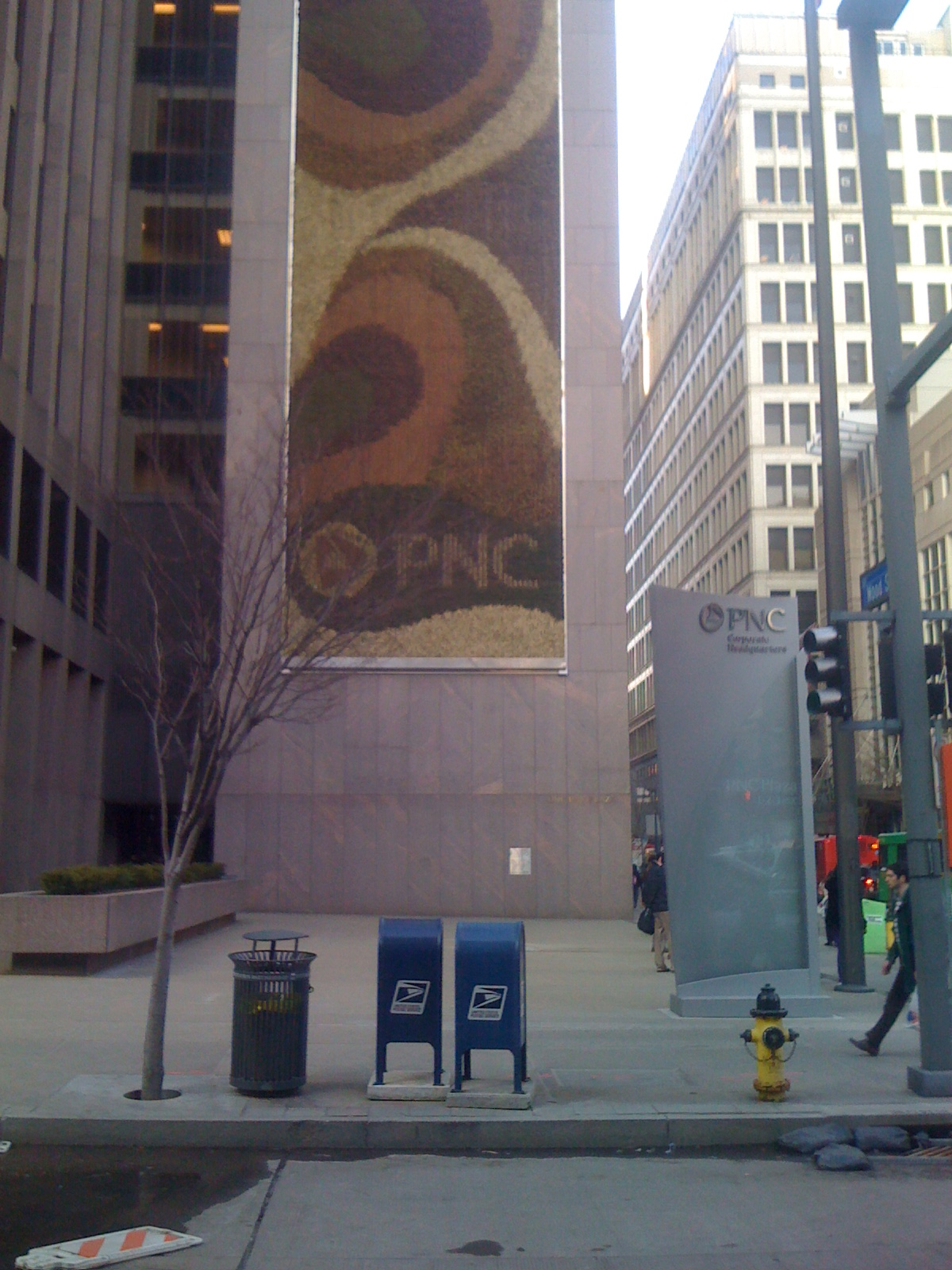
One PNC Plaza. A antiga sede corporativa da PNC em Downtown Pittsburgh.

- PNC Center, Indianápolis, Indiana
- Top of Troy em Troy, MI (PNC é um inquilino importante)
- PNC Corporate Woods, Kalamazoo, MI
- 1950 Edifício da Administração, Cherry Hill, NJ
- One Tampa City Center, Tampa, FL (a PNC detém os direitos de nomenclatura e é um grande inquilino)
- Southgate Tower, Southgate, Michigan (o PNC é um importante inquilino) (originalmente sede do Security Bank (Lincoln Park, MI), posteriormente abrigou escritórios para First of America e National City)

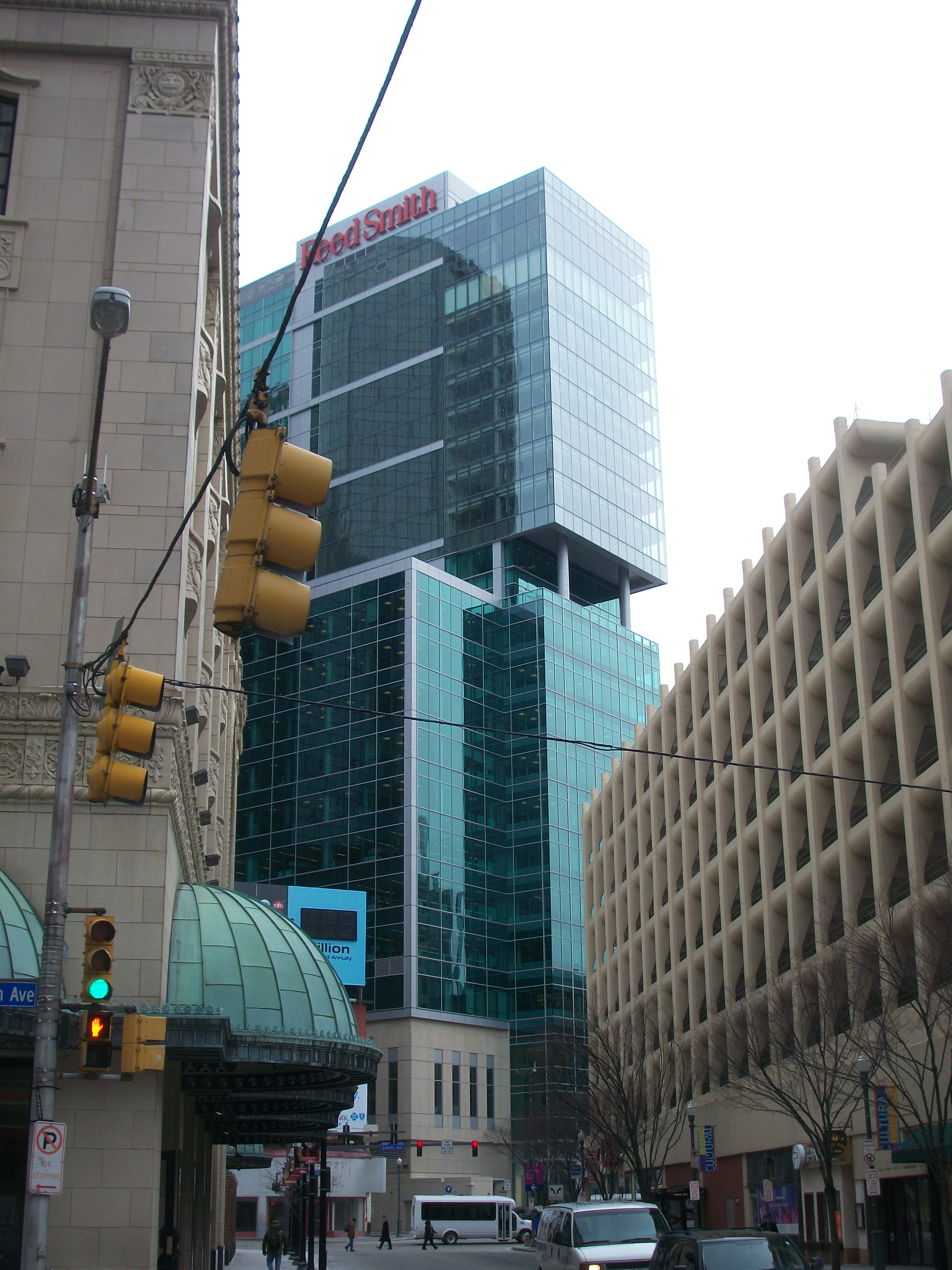
Three PNC Plaza, Pittsburgh
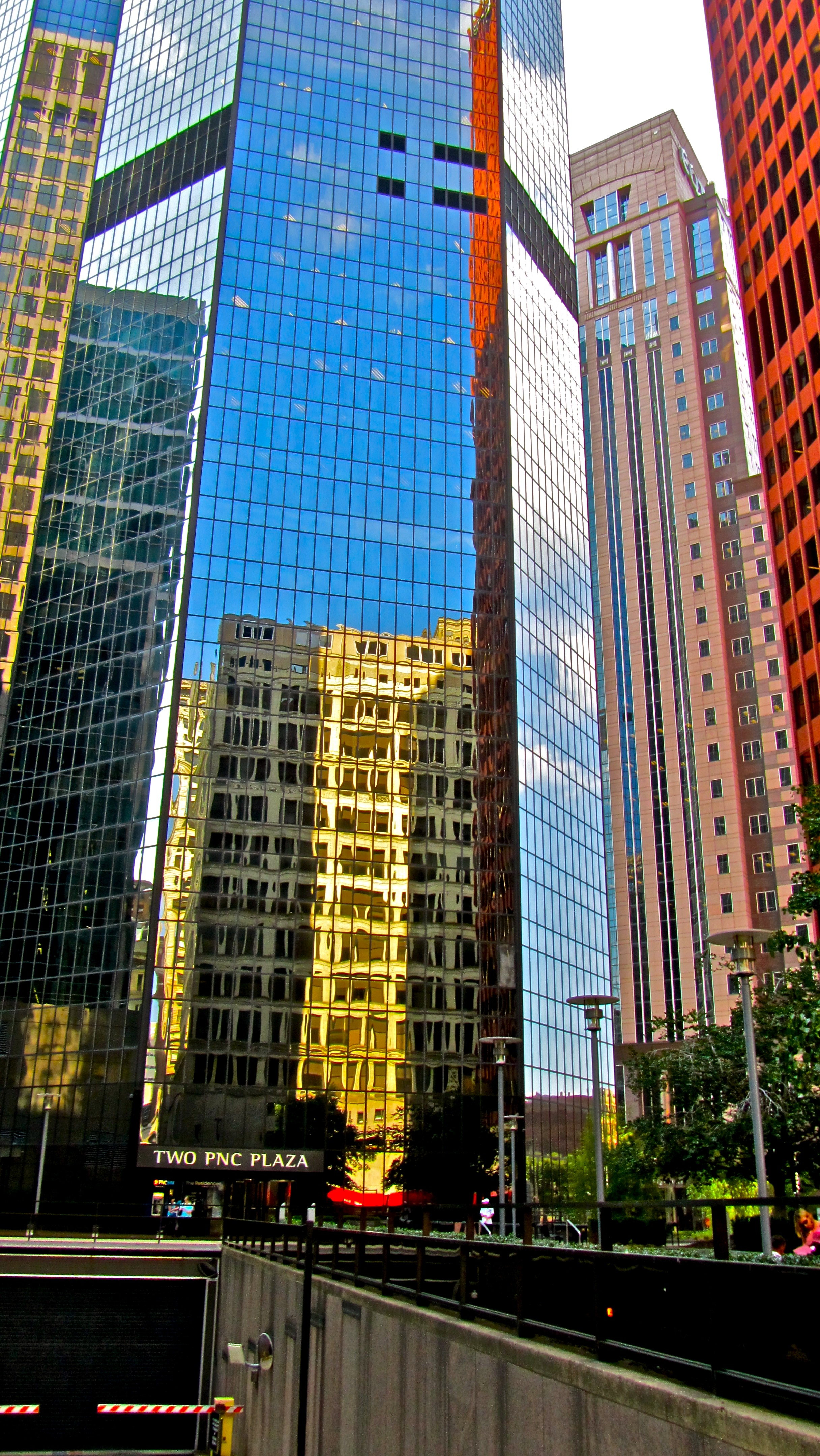
Two PNC Plaza, Pittsburgh
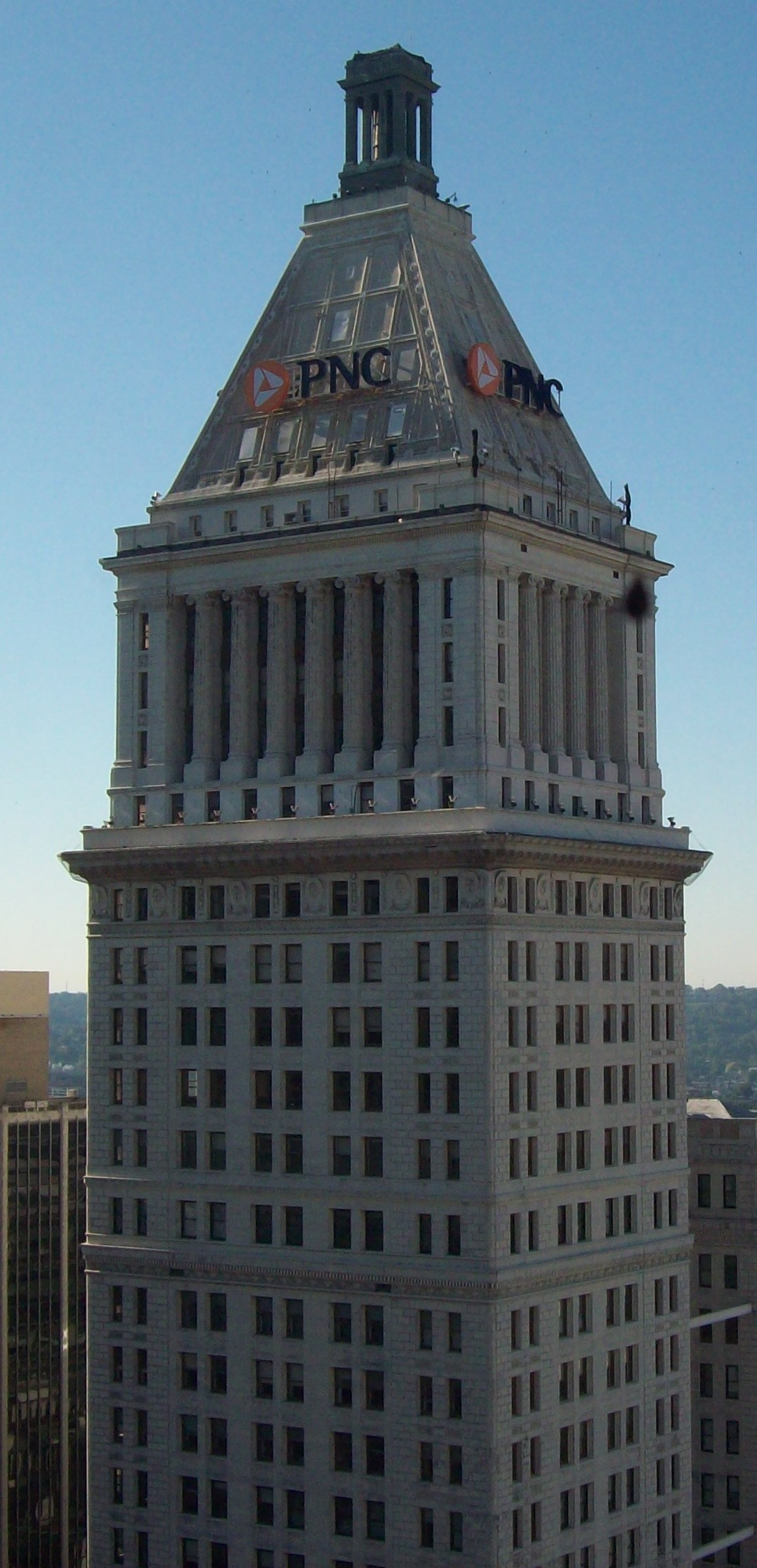
Torre PNC, Cincinnati
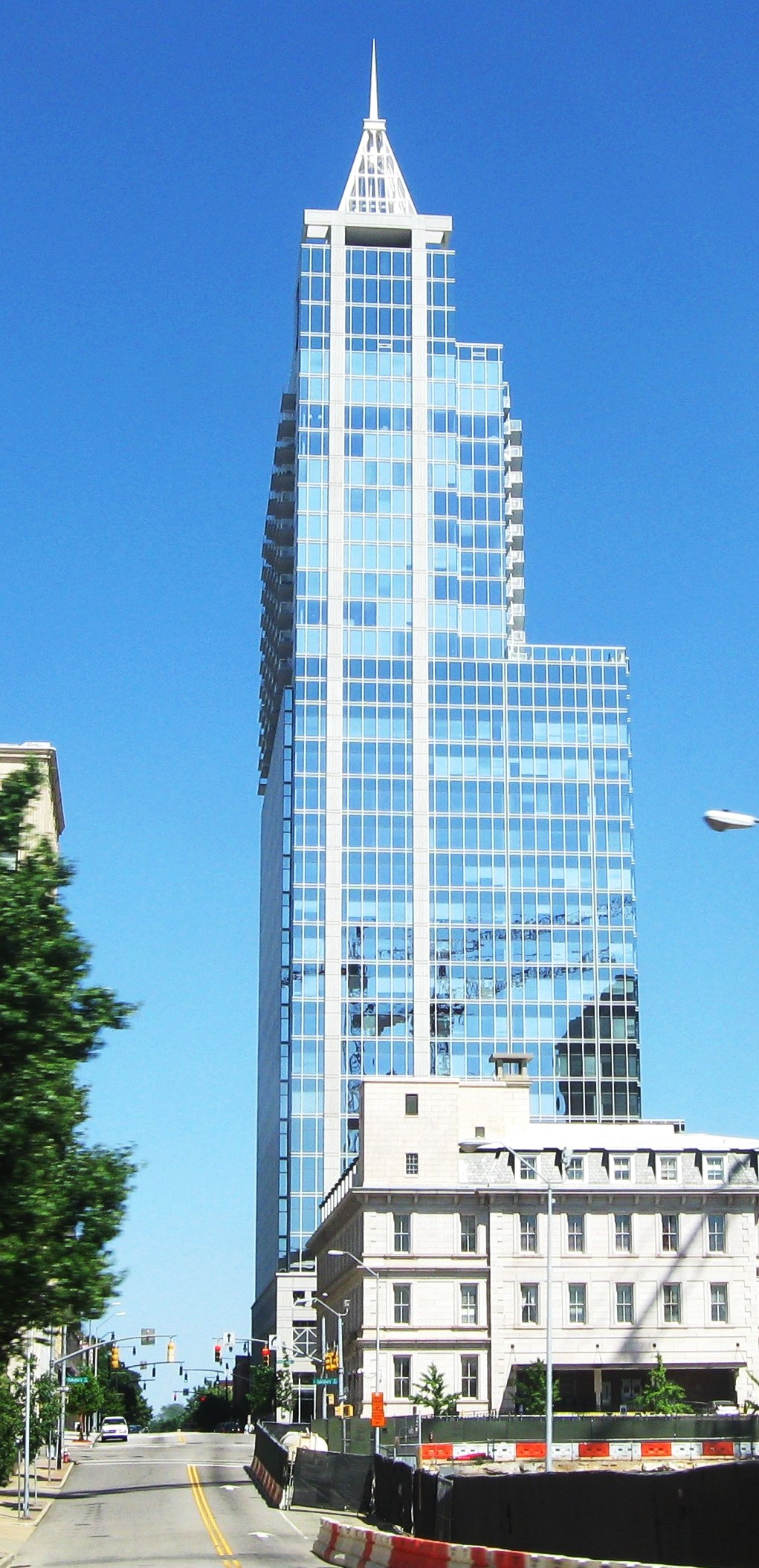
PNC Plaza, Raleigh, Carolina do Norte
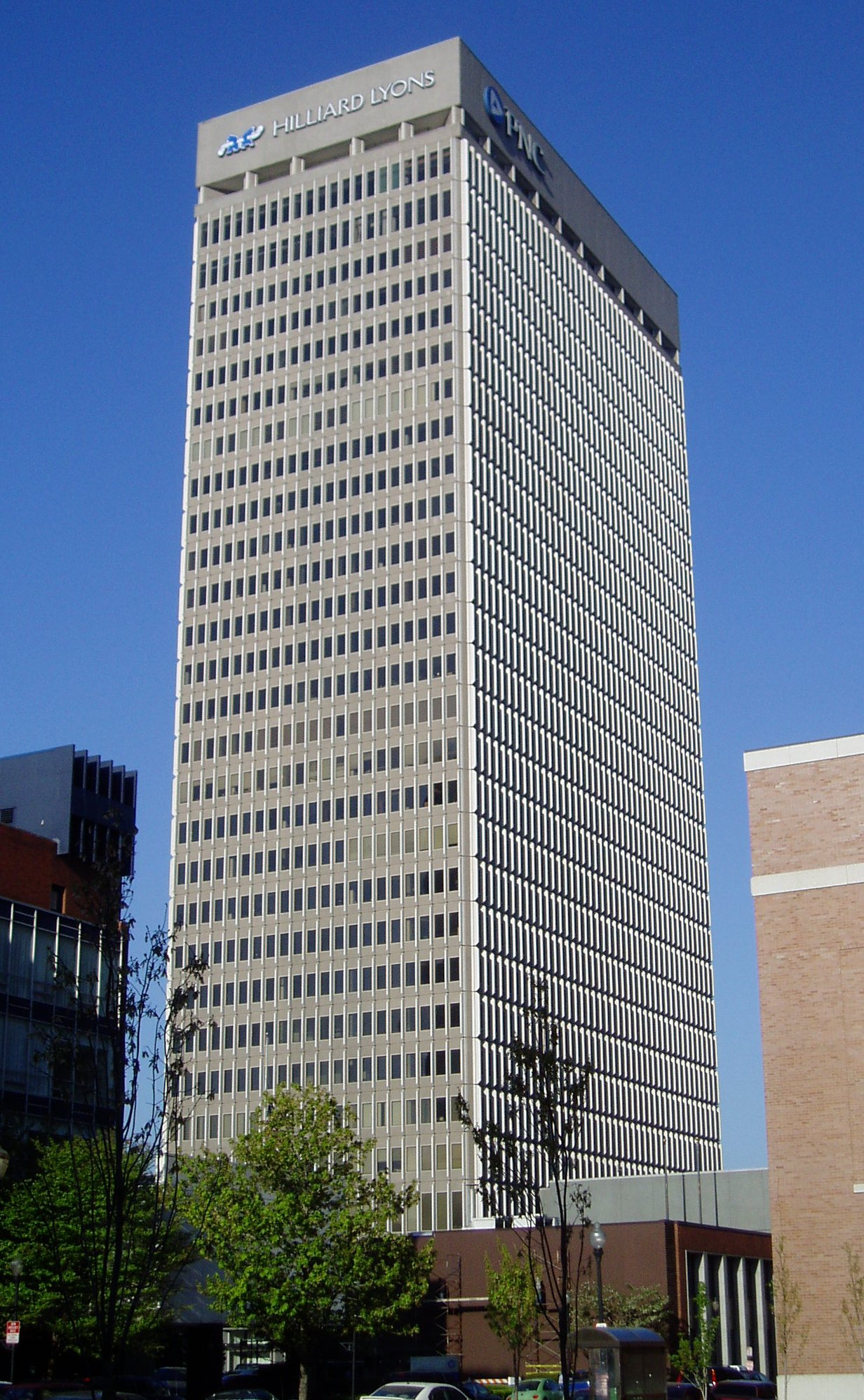
PNC Plaza, Louisville, Kentucky
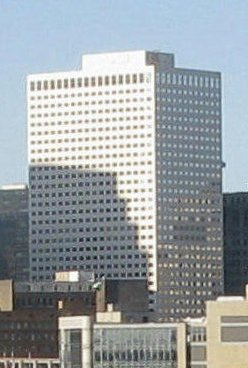
PNC Center, Cleveland, Ohio
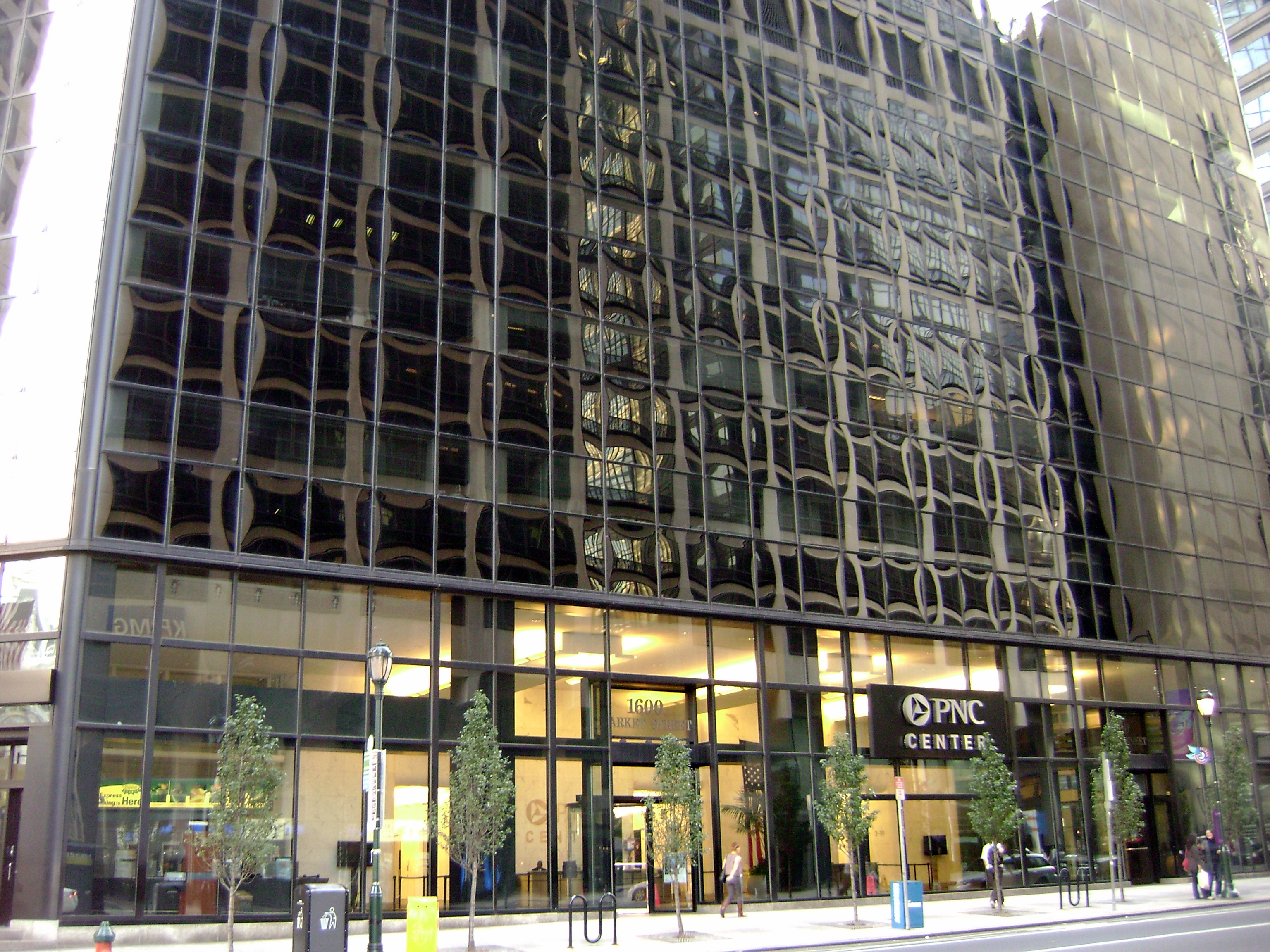
PNC Bank Building, Filadélfia, Pensilvânia
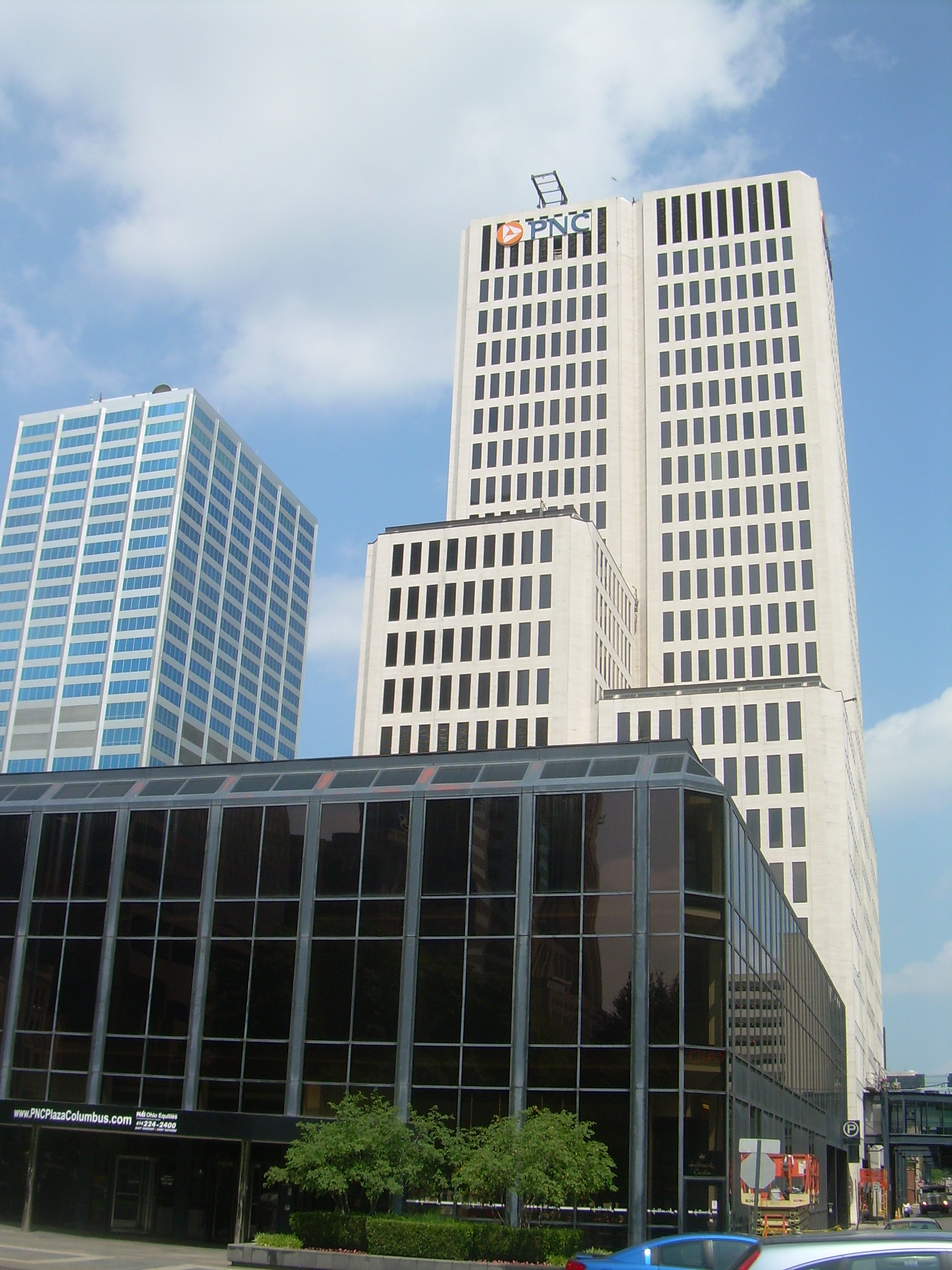
Edifício do Banco PNC, Columbus, Ohio
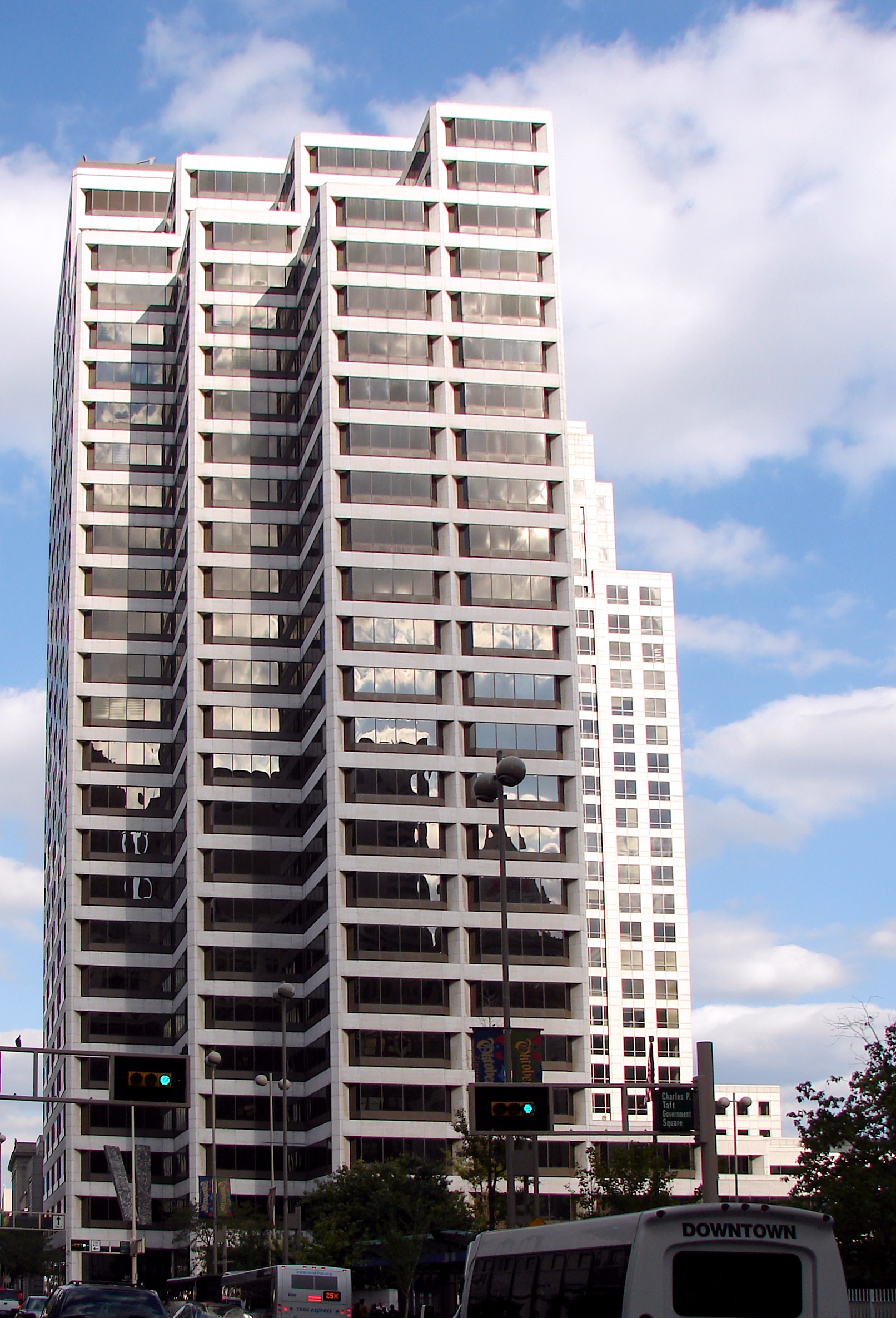
PNC Center, Cincinnati, Ohio
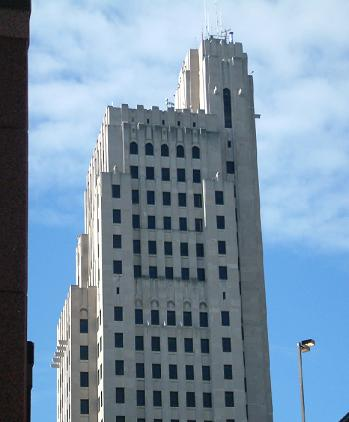
Edifício do Banco Nacional da Cidade, Toledo OH

## Direitos de nomenclatura e patrocínios
A PNC possui direitos de nomenclatura corporativa para o seguinte:
- PNC Park, casa do time de beisebol do Pittsburgh Pirates
- Arena do PNC em Raleigh, NC. Sede da equipe de basquete masculino da North Carolina State University e dos Carolina Hurricanes da NHL
- PNC Field, sede da equipe TripleR A de Scranton/Wilkes-Barre RailRiders
- PNC Bank Arts Center em Holmdel Township, Nova Jersey
- Complexo esportivo PNC em Emmitsburg, Maryland[74]

A PNC é patrocinadora de:
- Vila Sesamo
- Chip Ganassi Racing - Principal patrocinador do carro nº 9 da Indy Car.
- Chicago Bears - Banco Oficial do Chicago Bears.

## Chefes executivos
- William S. Demchak 23 de abril de 2013 - presente[75]
- James Rohr CEO 1 de maio de 2000 - 23 de abril de 2013, presidente maio de 2001 - abril de 2014
- Thomas H. O'Brien CEO da PNC 1 de abril de 1985[76][77] - 1 de maio de 2000[78]
  - Robert C. Milsom CEO da Pittsburgh National 1985 - 31 de dezembro de 1989[79]
- Merle E. Gilliand novembro de 1968[80] - 1 de abril de 1985[81]